# Řisuty
Řisuty (en allemand : Risut) est une commune du district de Kladno, dans la région de Bohême-Centrale, en République tchèque. Sa population s'élevait à 364 habitants en 2020.

## Géographie
Řisuty se trouve à 7 km à l'ouest-sud-ouest de Slaný, à 12 km au nord-ouest de Kladno et à 35 km au nord-ouest du centre de Prague.
La commune est limitée par Jedomělice, Libovice et Tuřany au nord, par Studeněves et Přelíc à l'est, par Ledce au sud, et par Malíkovice à l'ouest.

## Histoire
La première mention écrite de la localité date de 1316.